# Poder de Siberia

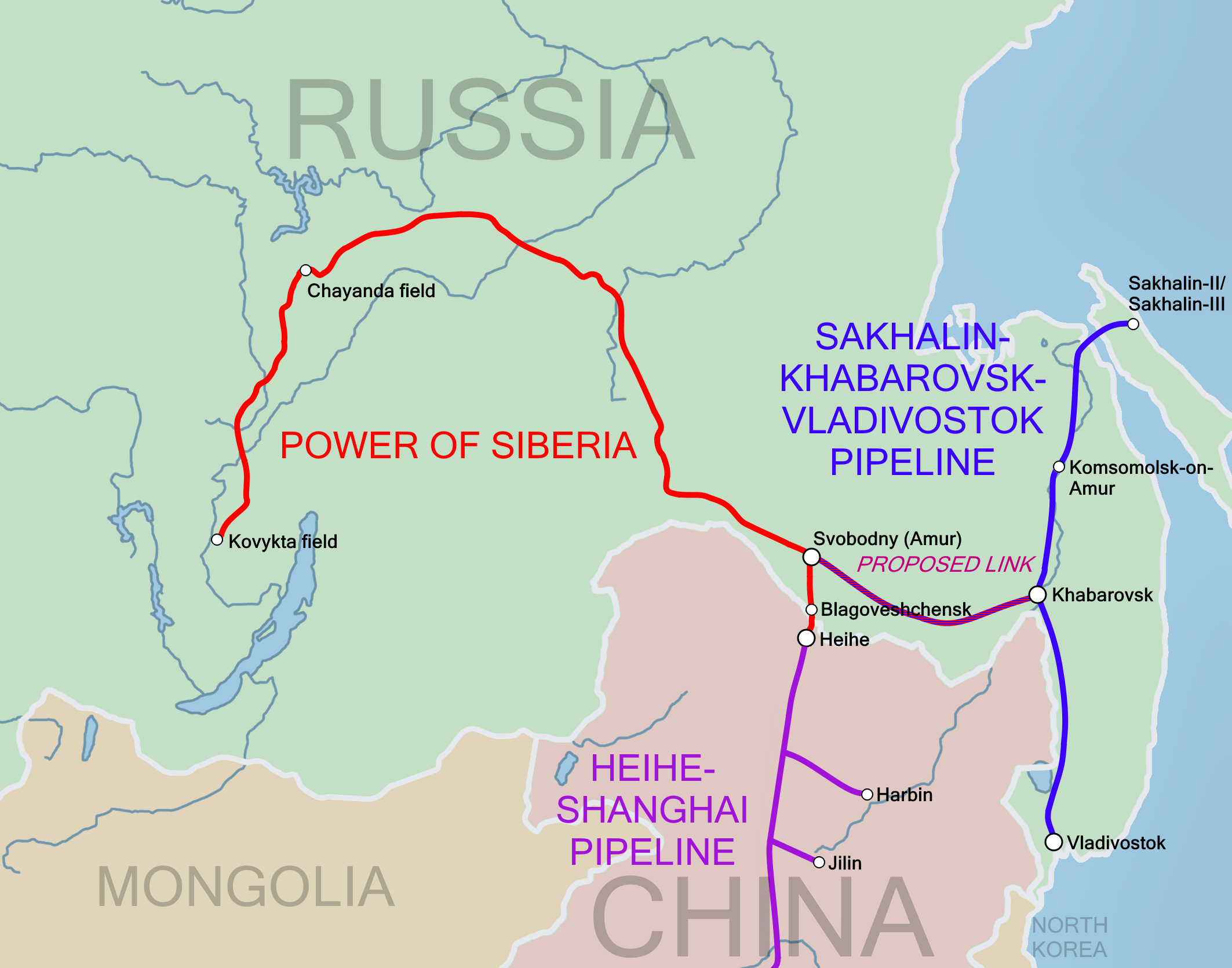
Mapa del gasoducto Poder de Siberia, su conexión con el gasoducto Heihe-Shanghái en China y su posible conexión futura con el gasoducto Sajalín-Jabárovsk-Vladivostok en Rusia (2019).

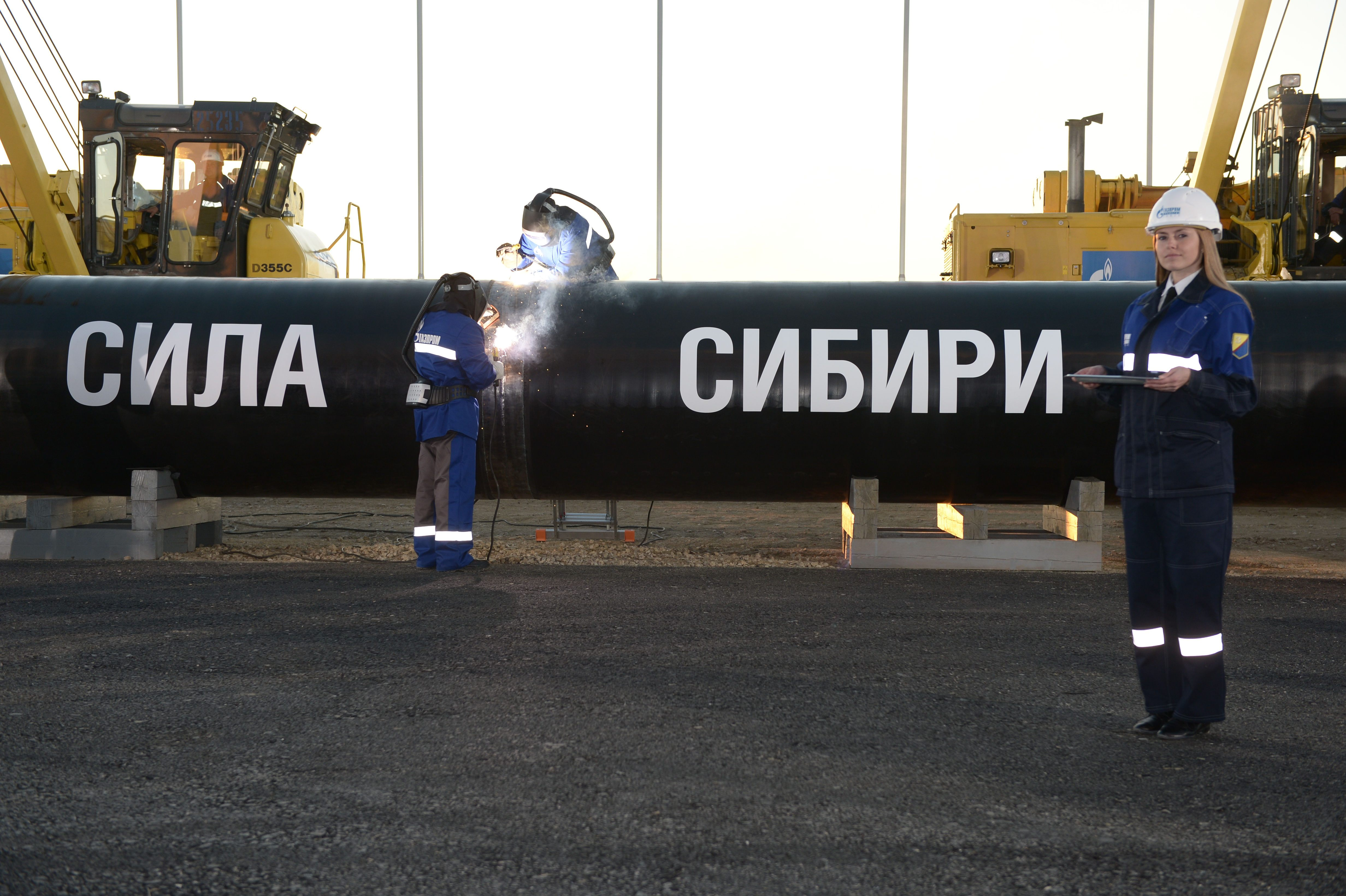
Ceremonia de la unión del primer tramo del gasoducto Poder de Siberia.

El Poder de Siberia (en ruso: Сила Сибири; en chino simplificado: 西伯利亚 力量 ) —antes conocido como "Gasoducto Yakutia-Jabárovsk-Vladivostok"— es un gasoducto de gas natural que se está construyendo en Siberia Oriental para transportar el gas de Yakutia a  Krai de Primorie y a los países del Lejano Oriente. La tubería se llenó de gas en octubre de 2019. Las entregas a China comenzaron el 2 de diciembre de 2019.

## Historia
El 29 de octubre de 2012, el presidente Vladímir Putin dio instrucciones al director general de Gazprom para que iniciara la construcción del gasoducto. El 21 de mayo de 2014, Rusia y China firmaron un acuerdo de gas de 30 años por valor de 400          000 millones de dólares, que era necesario para hacer viable el proyecto. La construcción fue iniciada el 1 de septiembre de 2014 en Yakutsk por el presidente Putin y el vice primer ministro chino Zhang Gaoli. La construcción del gasoducto de Vladivostok a China comenzó el 29 de junio de 2015.
- 4 de septiembre de 2016: El presidente de Gazprom, Alexey Miller, y el presidente de China National Petroleum Corporation, Wang Yilin, firmaron un acuerdo para construir un cruce bajo el río Amur para el oleoducto.[8]
- Abril de 2017: La construcción del oleoducto había cruzado la frontera china.[9]
- Mayo de 2017: Se construyó un puesto de control temporal a lo largo de la frontera entre Rusia y China.[10]

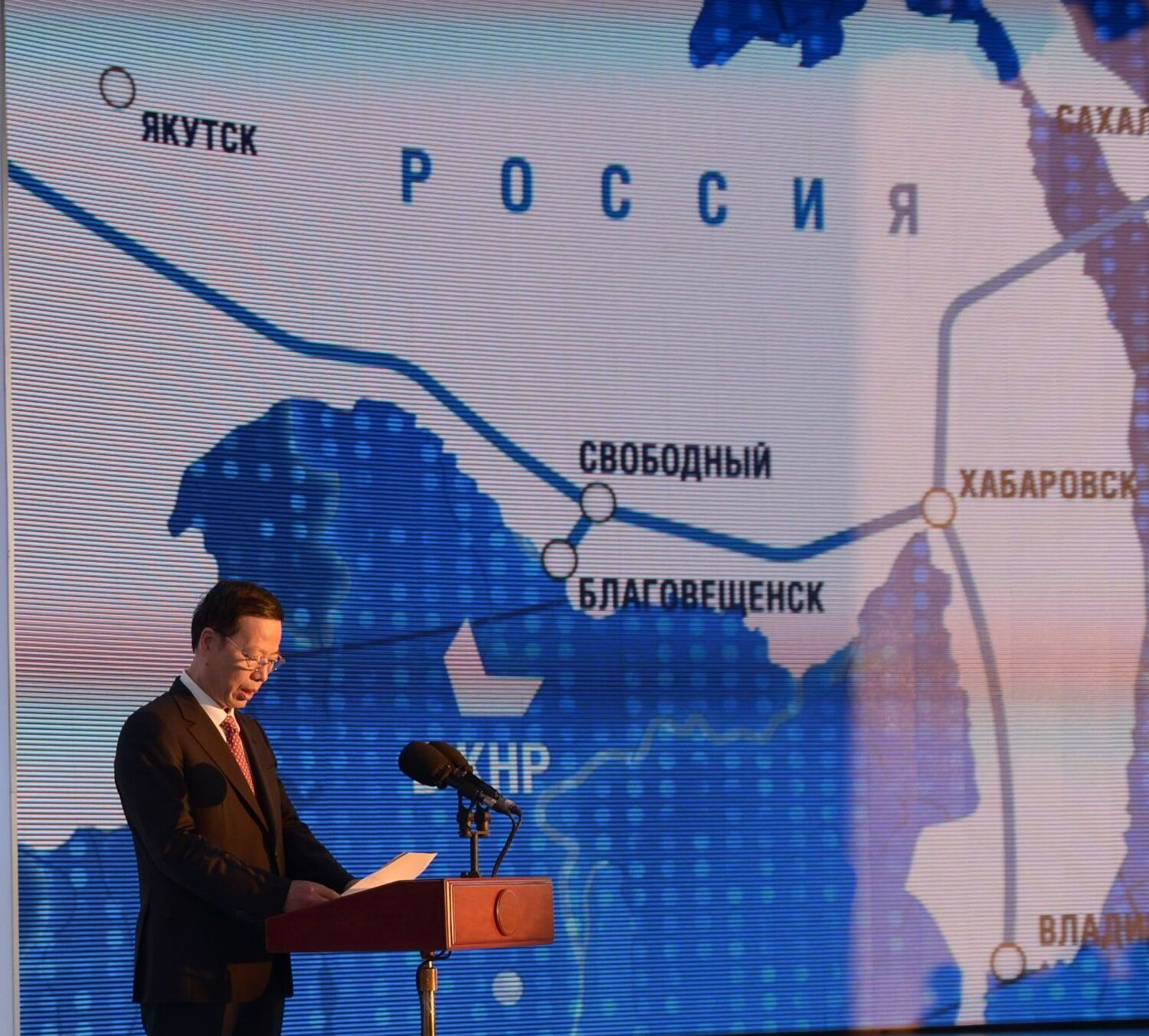
Mapa del oleoducto Poder de Siberia.

El objetivo era completar 1.300 kilómetros del oleoducto antes de finales de 2017. La construcción se realizó antes de lo previsto, gracias a un invierno del 2016 más cálido de lo previsto.
A partir del 2019, el gasoducto no está en funcionamiento, sino «en camino» de comenzar a finales de año.

## Descripción técnica
Se espera que el gasoducto cueste 770 mil millones de rublos y la inversión en la producción de gas es de 430 mil millones de rublos.  Se espera que entre en funcionamiento en 2019. La capacidad del gasoducto de 56 pulgadas sería de hasta 61 mil millones de m³ de gas natural. 38 billones de m³ se suministraran a China. La presión de trabajo de la tubería es de 9.8 megapascales (1,421 psi).
La tubería podrá soportar temperaturas tan bajas como -62 °C (-79.6 °F). Los recubrimientos de nanocompuestos fabricados y diseñados por JSC Metaclay se utilizarán para aumentar la vida útil de la tubería. 
Además, la tubería podrá resistir terremotos incorporando materiales que se deformarán bajo la actividad sísmica.  Los recubrimientos internos aseguran la eficiencia energética al reducir la fricción de las superficies internas de la tubería. La masa de todas las tuberías utilizadas para construir la tubería es superior a 2,5 millones de toneladas métricas.

## Ruta
Una sección de 3200 km del oleoducto comenzará desde el campo de petróleo y gas de Chayanda en la Yakutia. Se desarrollará en parte dentro de un corredor integrado con la segunda etapa del oleoducto Siberia Oriental-Océano Pacífico. En Jabárovsk, se conectará con Sajalín-Jabárovsk-Vladivostok. Juntos, estos gasoductos alimentarán una planta, que producirá gas natural licuado para su exportación a Japón, y un planificado complejo petroquímico en Krai de Primorie.
Se prevén ramificaciones hacia el norte de China. Además, el proyecto incluye un gasoducto 800 kilómetros (497,1 mi) desde Irkutsk hasta Yakutia.

## Fuente de suministro
El oleoducto será alimentado desde el yacimiento de petróleo y gas Chayanda en Yakutia. Se espera que el campo de gas se lance en 2019. Más tarde el campo Kovykta, que entraría en funcionamiento en 2021, se conectará al gasoducto. Los productores independientes pueden suministrar hasta 25 billones de m³ de gas natural anuales.